# Battaglia di Praga
La battaglia di Praga ebbe luogo nell'ambito della Guerra dei sette anni il 6 maggio 1757 e vide fronteggiarsi l'esercito prussiano, al comando dello stesso re Federico il Grande e quello austriaco, al comando del principe Carlo Alessandro di Lorena. Il campo di battaglia era situato ad est della città fra la valle di Botič, presso Vršovice, e Žižkov, e si estese oltre Hrdlořezy fino a Prosek.

## Preparativi
Allorché alla fine dell'aprile 1757 Federico il Grande entrò con il suo esercito in Boemia e raggiunse la città di Praga, gli stupefatti austriaci radunarono, sotto il comando del principe Carlo Alessandro di Lorena, 60 000 uomini ed occuparono nel lato orientale della città una posizione secondo loro inattaccabile, poiché verso nord il terreno cadeva dritto verso la Moldava e Rokytka e verso est era "coperto" da un bassopiano attraversato da corsi d'acqua.

## Svolgimento
Il re, che dopo il ricongiungimento con il feldmaresciallo generale Kurt Christoph, conte di Schwerin, il mattino del giorno 6 maggio aveva a disposizione 64 000 uomini, decise un attacco immediato. L'attacco, diretto da Schwerin, si indirizzò soprattutto contro l'ala destra dello schieramento nemico. Il fondo paludoso costituì per le truppe prussiane un inatteso ostacolo alla penetrazione. Le batterie austriache martellarono la fanteria prussiana fino a costringerla ad arretrare del tutto. Inutilmente il settantaduenne generale Schwerin si pose, bandiera in mano, alla testa del suo 24º Reggimento di fanteria: prima cadde il suo aiutante di campo, conte di Platen, ed infine anche lui stesso, crivellato da cinque pallottole, cadde sul campo ed i battaglioni prussiani batterono in ritirata. Tuttavia in campo austriaco non approfittarono del vantaggio così acquisito, poiché, ferito gravemente il generale Browne, il principe Carlo fu colpito da dolori al torace ed impossibilitato ad impartire gli ordini appropriati alle sue truppe.
Quando Federico ordinò un secondo attacco contro l'ala destra austriaca, nello stesso tempo il duca di Bevern al centro ed i principi Ferdinando di Brunswick-Wolfenbüttel ed Enrico di Prussia penetrarono vittoriosamente sull'ala destra nello schieramento austriaco e la battaglia volse a favore dei prussiani. Gli austriaci furono respinti parte nella città stessa di Praga e parte oltre il fiume Sazawa.
Le perdite di questi ultimi ammontarono a 5 000 prigionieri e 12 000 fra morti e feriti, oltre a 60 cannoni. Le perdite da parte prussiana ammontarono ad almeno 12 000 uomini.
Fra i deceduti si trovano il feldmaresciallo Schwerin, il principe di Holstein, Golz, e vari altri generali. Anche le gravi ferite dell'eminente generale Fouqué e del generale Winterfeldt si ripercossero negativamente sullo spirito combattivo e sulla motivazione dell'esercito prussiano. L'Austria perdette poco tempo dopo il feldmaresciallo conte Massimiliano von Browne, deceduto Praga il 26 giugno a causa delle ferite riportate nella battaglia.

## Conseguenze
Federico assediò Praga con il suo esercito forte di 60 000 effettivi e contava sulla caduta della città per fame, il che probabilmente avrebbe significato la sconfitta di Maria Teresa d'Austria. Tuttavia, dopo che il feldmaresciallo austriaco Daun lo ebbe sconfitto presso Kolin il 18 giugno 1757, i prussiani dovettero levare l'assedio da Praga e rientrare in Sassonia.
La battaglia di Praga fu celebrata, tra le altre, in due poesie dello scrittore tedesco Theodor Fontane. Una sonata del compositore ceco František Kočvara, dedicata alla battaglia, ha goduto di grande popolarità in Europa fino al XIX secolo.